# Schwarzes Mausohr
Das Schwarze Mausohr (Myotis nigricans) ist eine Fledermausart aus der Familie der Glattnasen (Vespertilionidae), welche in Zentral- und Südamerika beheimatet ist.

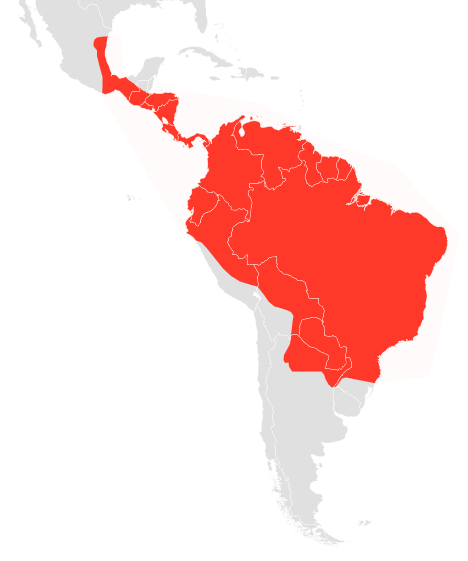
Verbreitungsgebiet von Myotis nigricans

## Beschreibung
Myotis albescens ist ein kleines Mausohr mit einem Gewicht von 3 bis 5,5 g und einer Kopf-Rumpf-Länge von 38 bis 49 mm. Das Fell ist zwischen 4 und 4,5 mm lang und seidig. Die Farbe des Fells kann sich regional und lokal unterscheiden, ist jedoch meistens schwarz oder dunkelbraun bis zimtfarben.
Der lateinische Artname nigricans bezieht sich auf die meist dunkle Fellfarbe, insbesondere in der Region in Brasilien, in der der Typus gefangen wurde.

## Lebensweise
Myotis nigricans lebt tagsüber in großen Kolonien von bis zu 1000 Individuen in Gebäuden, unter Baumrinde, in hohlen Bäumen und Baumhöhlen, sowie in Felsspalten. Während das Geschlechtsverhältnis bei Jungtieren in etwa ausgeglichen ist, übersteigt die Anzahl der ausgewachsenen Weibchen die der Männchen oft um das Doppelte.
Kolonien, welche sich tagsüber unter Dächern aufhalten, wo Temperaturen von bis zu 50 °C herrschen, teilen sich zur Thermoregulation in kleine Gruppen oder Einzelindividuen auf. Temperaturen von über 42 °C können die Tiere nicht länger als 2 Tage überleben.
Myotis nigricans ernährt sich ausschließlich von Insekten.

## Fortpflanzung
Weibchen von Myotis nigricans können bis zu dreimal pro Jahr trächtig werden. In Panama findet die erste Paarungszeit zwischen Ende Dezember und Anfang Januar statt. Nach einer Tragezeit von 60 Tagen bringen die Weibchen ein einzelnes Jungtier zur Welt. Daraufhin folgt eine zweite und dritte Paarungs- und Tragezeit mit Geburten im April–Mai und August. Dieser Zyklus scheint mit dem allgemeinen Nahrungsangebot zu korrelieren, so dass die Jungtiere nicht während der Trockenzeit entwöhnt werden.
Während der ersten 2 bis 3 Tage nach der Geburt hängt das Jungtier an der Mutter und wird auf Futtersuchflügen mitgenommen. Später wird das Jungtier während der Nacht in der Kolonie zurückgelassen, wo die Mutter es anhand des Geruchs oder durch akustische Signale wiederfindet. Nach 2 Wochen erreichen die Jungen das Gewicht eines ausgewachsenen Tieres, und nach 3 Wochen werden erste Flugversuche unternommen. Nach 5–6 Wochen werden die Jungen entwöhnt und sie verlassen die mütterliche Kolonie.

## Verbreitung und Lebensraum
Die Verbreitung von Myotis nigricans reicht vom Süden Mexikos bis zum Norden Argentiniens. Ihr Bestand wird von der IUCN dank der weiten Verbreitung und relativen Toleranz gegenüber durch Menschen verursachter Störung als stabil und ungefährdet eingestuft.